# Красноярский (Челябинская область)
Красноярский — посёлок в Агаповском районе Челябинской области. Входит в состав Буранного сельского поселения.

## География
Через поселок течет река Нижняя Солодянка. На расстоянии 28 километров расположен районный центр село Агаповка. 

## История
Поселок основан в 1937 году при 5-м отделении совхоза «Буранный». 
Официально зарегистрирован и назван в 1963 году.

## Население
| 1970 | 1995 | 2002 | 2010 |
| ---- | ---- | ---- | ---- |
| 299  | ↘213 | ↗217 | ↗233 |

## Улицы
- Зелёная,
- Набрежная,
- Новая,
- Центральная.

## Инфраструктура
- Фельдшерско-акушерский пункт,
- клуб,
- детский сад «Улыбка»[7],
- ООО «Мини-Макс Агро».